# Greg Kurstin
Gregory Allen Kurstin (Los Angeles, 14 de maio de 1969), conhecido por Greg Kurstin, é um compositor e produtor musical norte-americano.
Kurstin já trabalhou com vários artistas em termos de escrita e produção musical, como por exemplo: Paul McCartney, Kelly Clarkson, Foster the People, Twenty One Pilots, Adele, Sia, Pink, Belinda, The Shins e Foo Fighters.
Em 2009, o músico recebeu uma nomeação para os famosos prêmios Grammy Awards de 2009 para produtor do ano. No mesmo ano, venceu três categorias no prêmio Ivor Novello Awards pelo seu trabalho com Lily Allen, incluindo em "Songwriter of the Year" para a canção intitulada de "The Fear".
Em 2012, Greg voltou a ser nomeado para "Song of the Year" e "Record of the Year" nos Grammy Awards de 2012, pelo seu trabalho com Kelly Clarkson na canção "Stronger (What Doesn't Kill You)". Kurstin esteve ainda envolvido na produção dos álbuns musicais "The Truth About Love" de Pink e o "Stronger" de Clarkson, que estavam ambos nomeados para "Best Pop Vocal Album of the Year", e cujo último venceu na categoria. Kurstin colaborou assiduamente no álbum "30" de Adele, o qual venceu o grammy de "Best Pop Solo Performance" com "Easy on Me".